# سيب ديكسترا
سيب ديكسترا (بالهولندية: Sieb Dijkstra)‏ هو لاعب كرة قدم هولندي في مركز حراسة المرمى، ولد في 20 أكتوبر 1966 في كركرادة في هولندا. لعب مع إي زد ألكمار وإيبسويتش تاون ودندي يونايتد ورودا كيركراده وكوينز بارك رينجرز ونادي بريستول سيتي ونادي ماذرويل وهاسيلت وويكمب وندررز.

## وصلات خارجية
- سيب ديكسترا على موقع قاعدة بيانات كرة القدم.إي يو (الإنجليزية)
- سيب ديكسترا على موقع Soccerbase.com (لاعب) (الإنجليزية)
- سيب ديكسترا على موقع عالم كرة القدم.نت (الإنجليزية)